# Cung điện Górka ở Poznań
Cung điện Górka ở Poznań (tiếng Ba Lan: Pałac Górków w Poznaniu) là một tòa nhà tọa lạc tại số 27 phố Wodna, nằm ở góc phía đông nam của quảng trường Phố cổ của Poznań, Ba Lan. Tòa nhà này hiện là trụ sở của Bảo tàng Khảo cổ học.

## Lịch sử
Từ năm 1545 đến năm 1549, Andrzej II Górka đã cho tái thiết một số ngôi nhà chung cư theo phong cách kiến trúc Gothic thành một cung điện nhỏ gọn theo phong cách kiến trúc Phục hưng. Cung điện được xây dựng với nhiều giải pháp kiến trúc độc đáo, chẳng hạn như có một khu vườn trên mái nhà.
Hội đồng thành phố Poznań mua lại cung điện vào năm 1596. Chín năm sau, cung điện trở thành tài sản của các nữ tu dòng Benedictine đến từ Chełmno và được xây dựng lại thành một tu viện. Tòa nhà phục vụ chức năng này cho đến khi tu viện nhận lệnh giải thể vào năm 1828. Trong giai đoạn 1834 - 1880, tòa nhà trở thành trụ sở của Trường Ludwiki, và sau đó được sử dụng làm nhà tập thể. Từ năm 1919 đến năm 1931, tòa nhà được sử dụng làm trụ sở của công ty Przesławski và Cierniak. Hiện tại, tòa nhà là nơi trưng bày các bộ sưu tập của Bảo tàng Khảo cổ học.